# 阿爾派恩 (密西西比州)
阿爾派恩（英語：Alpine）是位於美國密西西比州尤寧縣的非建制地區。

## 歷史
阿爾派恩的郵局於1889年設立，其後於1904年停運。

## 地理
阿爾派恩所處的海拔為高於海平面128米（即420英呎），而該地所採用的時區為UTC-6，即北美中部時區（CST）。同時該地設有夏令時間，為UTC-6調快一小時，即UTC-5（CDT）。